# Kugelige Teufelskralle
Die Kugelige Teufelskralle (Phyteuma orbiculare) ist eine Pflanzenart, die zur Gattung der Teufelskrallen (Phyteuma) in der Familie der Glockenblumengewächse (Campanulaceae) gehört. 

## Beschreibung

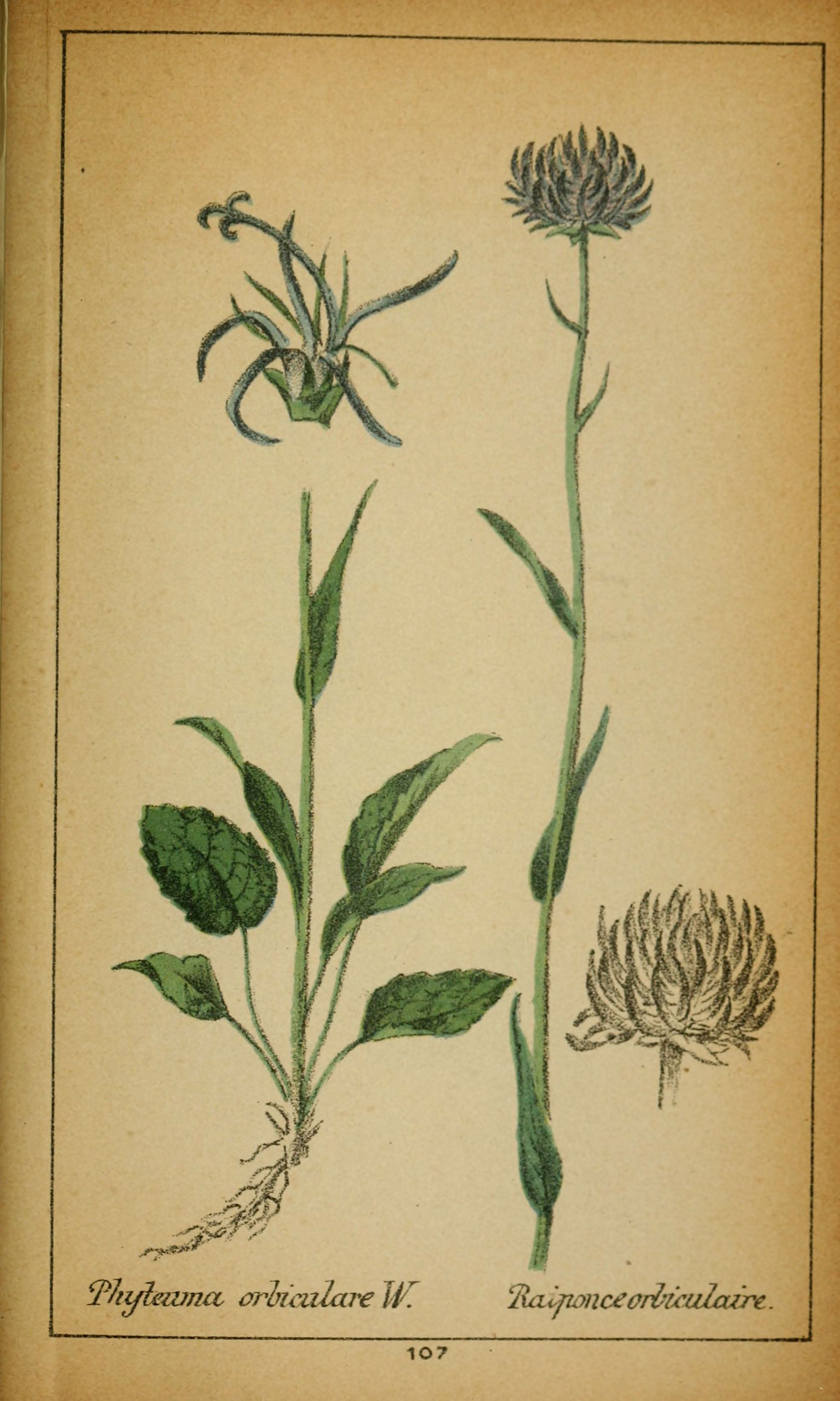
Illustration aus Choix de plantes de l'Europe centrale et particulièrement de la Suisse et de la Savoie, Tafel 107

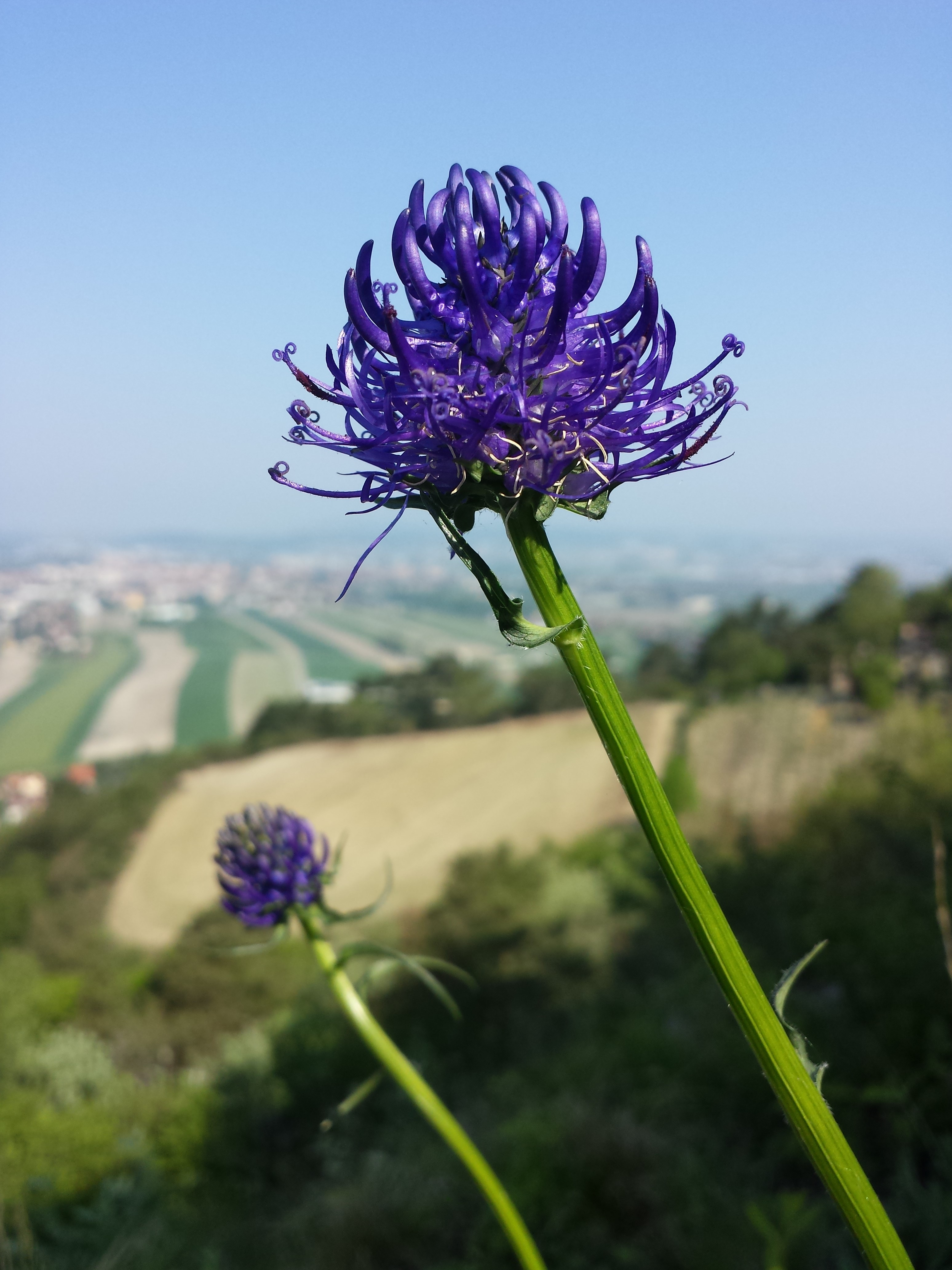
Blütenstand

### Vegetative Merkmale
Die Kugelige Teufelskralle ist eine krautige Pflanze, die Wuchshöhen von 5 bis 50 Zentimetern erreicht. Die in einer Rosette angeordneten Grundblätter sind lang gestielt, ihr Stiel ist oft länger als die Spreite. Diese ist eiförmig bis lanzettlich, in oder unter der Mitte am breitesten und gezähnt. Die oberen Stängelblätter sind eilanzettlich bis linealisch, die obersten sind spitzend. Die Blätter sind meist kahl, selten nur zerstreut behaart.

### Generative Merkmale
Die Blütezeit reicht von Mai bis Juli. Die köpfchenförmigen Blütenstände weisen einen Durchmesser von 1,5 bis 3 Zentimetern auf und enthalten meist 15 bis 30 Blüten. Die äußeren Hüllblätter sind eilanzettlich und meist zwei- bis viermal so lang wie breit. Die Hüllblätter haben eine breiten, abgerundeten Grund, sind lang zugespitzt, ganzrandig oder am Grund gezähnt und etwa so lang wie der Radius des Kopfes. Die zwittrigen Blüten sind fünfzählig mit doppelter Blütenhülle. Die Blütenkrone ist blau; die Kronröhre ist 10 bis 15 Millimeter lang und vor dem Aufblühen gegen die Kopfmitte gekrümmt.
Die Chromosomenzahl beträgt 2n = 22.

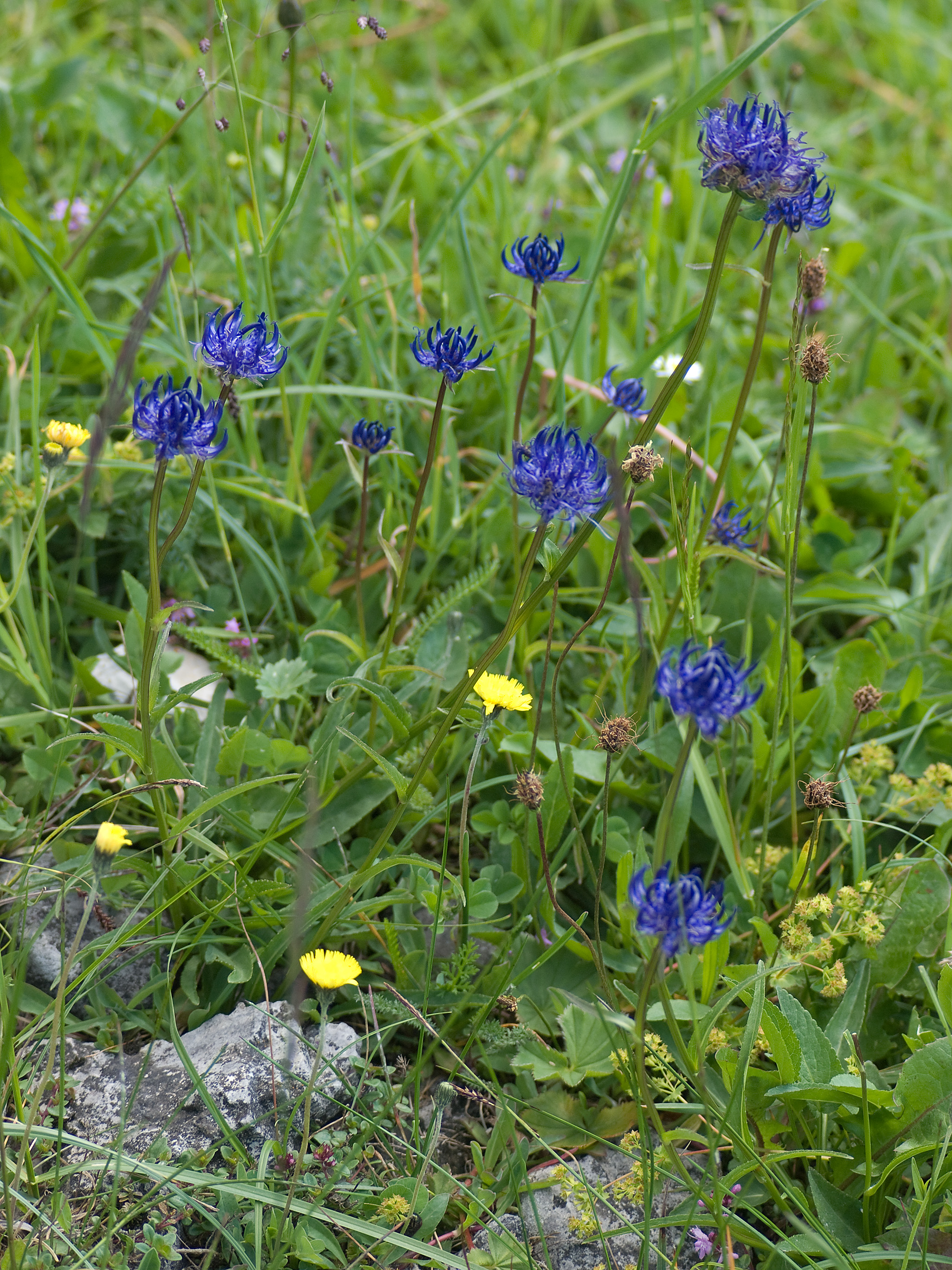
Habitus im Habitat

## Vorkommen
Die Kugelige Teufelskralle ist in Europa in den Baltischen Staaten, in der Ukraine, im ehemaligen Jugoslawien, in der ehemaligen Tschechoslowakei, in der Schweiz, in Österreich, Deutschland, Spanien, Frankreich, Italien, Albanien, Griechenland, Süd-England (South Downs), Belgien, Ungarn, Polen, Rumänien und in Belarus verbreitet.
Diese kalkliebende Pflanze ist häufig auf Magerrasen, Flachmoorwiesen, in Föhrenwäldern in Europa von den Pyrenäen bis zum Balkan. Die Kugelige Teufelskralle ist bis in Höhenlagen von 2400 Metern anzutreffen. In den Allgäuer Alpen steigt sie in Bayern an der Hochgundspitze nahe dem Rappensee bis zu einer Höhenlage von 2450 Metern auf.
In Österreich kommt sie in allen Bundesländern häufig vor. Sie kommt vor in Gesellschaften der Ordnung Seslerietalia albicantis und auch in denen der Verbände Mesobromion oder Molinion.
Die ökologischen Zeigerwerte nach Landolt & al. 2010 sind in der Schweiz: Feuchtezahl F = 3w (mäßig feucht aber mäßig wechselnd), Lichtzahl L = 4 (hell), Reaktionszahl R = 4 (neutral bis basisch), Temperaturzahl T = 2+ (unter-subalpin und ober-montan), Nährstoffzahl N = 2 (nährstoffarm), Kontinentalitätszahl K = 3 (subozeanisch bis subkontinental).

## Taxonomie und Systematik
Die Erstveröffentlichung von Phyteuma orbiculare erfolgte 1753 durch Carl von Linné in Species Plantarum Band 1 Seite 170. Synonyme für Phyteuma orbiculare L. sind: Rapunculus orbicularis (L.) Mill., Rapunculus sylvestris Tragi ex Bubani, Phyteuma cordifolium Vill., Phyteuma ellipticifolium Vill., Phyteuma lanceolatum Vill., Phyteuma inaequatum Kit. ex Schult., Phyteuma brevifolium Schleich., Phyteuma fistulosum Rchb., Phyteuma angustatum Wender., Phyteuma corsicum Sieber ex Rochel nom. inval., Phyteuma bovelinii Hegetschw., Phyteuma hispidum Hegetschw., Phyteuma longifolium Hegetschw., Phyteuma michelii Hegetschw. nom. illeg., Phyteuma pseudorbiculare Pant., Phyteuma ellipticifolium var. pauciflorum Hegetschw., Phyteuma pilosum Hegetschw. nom. superfl., Phyteuma austriacum Beck, Phyteuma obtusifolium Freyn, Phyteuma hispanicum Rich.Schulz, Phyteuma delphinense (Rich.Schulz) Dalla Torre & Sarnth., Phyteuma montanum (Rich.Schulz) Dalla Torre & Sarnth. nom. illeg., Phyteuma pancicii Rohlena, Phyteuma sallei Sennen & Elias, Phyteuma scorzonerifolium var. eynense Sennen, Phyteuma eynense (Sennen) Sennen, Phyteuma orbiculare var. ellipticum Pers., Phyteuma orbiculare var. lanceolatum (Vill.) Pers., Phyteuma orbiculare var. comosum Steud., Phyteuma orbiculare var. camerarii Wallr., Phyteuma orbiculare var. bracteosum Wimm. & Grab., Phyteuma orbiculare var. columnae A.DC., Phyteuma orbiculare var. cordifolium (Vill.) Klett & Richt., Phyteuma orbiculare var. decipiens (Gaudin) A.DC., Phyteuma orbiculare var. giganteum A.DC. nom. illeg., Phyteuma orbiculare var. brevifolium (Schleich.) Steud. nom. superfl., Phyteuma orbiculare var. fistulosum (Rchb.) Steud., Phyteuma orbiculare var. cordatum Gren. & Godr. nom. superfl., Phyteuma orbiculare var. alpinum Schur, Phyteuma orbiculare var. cordatum Pancic nom. illeg., Phyteuma orbiculare var. ellipticifolium (Vill.) Nyman nom. superfl., Phyteuma orbiculare var. inaequatum (Kit. ex Schult.) Nyman, Phyteuma orbiculare var. pseudorbiculare (Pantan.) Nyman, Phyteuma orbiculare var. angustifolium St.-Lag., Phyteuma orbiculare var. carpaticum Rich.Schulz, Phyteuma orbiculare var. exinvolucratum Rich.Schulz, Phyteuma orbiculare var. hungaricum Rich.Schulz, Phyteuma orbiculare var. liguricum Rich.Schulz, Phyteuma orbiculare var. patens Rich.Schulz, Phyteuma orbiculare var. suffultum Rich.Schulz, Phyteuma orbiculare var. vulgare Rich.Schulz, Phyteuma orbiculare var. montanum (Rich.Schulz) Hayek & Hegi, Phyteuma orbiculare var. pratense (Rich.Schulz) Hayek & Hegi, Phyteuma orbiculare var. ciliata Gajic, Phyteuma orbiculare subsp. cinerascens Gaudin, Phyteuma orbiculare subsp. cordatum Gaudin, Phyteuma orbiculare subsp. decipiens Gaudin, Phyteuma orbiculare subsp. ellipticum (Pers.) Gaudin, Phyteuma orbiculare subsp. lancifolium Gaudin, Phyteuma orbiculare subsp. fistulosum (Rchb.) Nyman, Phyteuma orbiculare subsp. ellipticifolium (Vill.) Arcang. nom. superfl., Phyteuma orbiculare subsp. lanceolatum (Vill.) Arcang., Phyteuma orbiculare subsp. austriacum (Beck) Nyman, Phyteuma orbiculare subsp. delphinense Rich.Schulz, Phyteuma orbiculare subsp. depauperatum Rich.Schulz, Phyteuma orbiculare subsp. flexuosum Rich.Schulz nom. illeg., Phyteuma orbiculare subsp. montanum Rich.Schulz, Phyteuma orbiculare subsp. anglicum (Rich.Schulz) P.Fourn., Phyteuma orbiculare subsp. ibericum (Rich.Schulz) P.Fourn., Phyteuma orbiculare subsp. pratense Rich.Schulz. Bei WCSP sind keine Subtaxa akzeptiert.
Bei manchen Autoren werden 2 Unterarten unterschieden:
- Phyteuma orbiculare subsp. orbiculare: Hüllblättger eiförmig-lanzettlich, so lang oder länger als das Köpfchen.
- Phyteuma orciculare subsp. tenerum (Rich.Schulz) P.Fourn.: Hüllblätter schmal dreieckig, kürzer als das Köpfchen. Sie kommt vor allem in Südwesteuropa vor.[1]

## Verwendung
Die Kugelige Teufelskralle fand stellenweise als Wildgemüse Verwendung.